# Вяйко-Хярмя
Вяйко-Гярмя (ест. Väiko-Härmä), також Вяйке-Гярма, Гярма-Вяйке, Пало, Вяйкегярма — село в Естонії, входить до складу волості Меремяе, повіту Вирумаа.